# رضا سليمان
رضا محمد أحمد إبراهيم سليمان ويشتهر باسم رضا سليمان (مواليد 14 أغسطس 1972 في الدقهلية، مصر) هو مخرج إذاعي بالإذاعة المصرية ومؤلف وروائي وكاتب سيناريو ومخرج وكاتب مسرحي مصري.

## تعليمه
حصل على ليسانس كلية الآداب قسم الإعلام بجامعة الزقازيق عام 1996.

## عمله بالإذاعة
انضمن للإذاعة المصرية بعد إعلانها عن طلب لتخصص الإخراج الإذاعي، واجتاز الاختبارات واستلم العمل في الشبكة الرئيسية إذاعة البرنامج العام. تدرّب مع المخرجين مجدى سليمان ومدحت زكي وإسلام فارس. وقدّم عدة أعمال في الإذاعة منها برامج السهرات الخاصة والبرامج اليومية والأسبوعية، فبدأ أعماله بالسهرات الدرامية الخاصة عن حياة شخصيات مثل جمال عبد الناصر والشيخ مصطفى إسماعيل وغيرهم، وقام بكتابة الحوار الدرامي والإخراج لكتاب «غريب في بلاد غريبة» للكاتب أنيس منصور وقام بتحويله إلى مسلسل إذاعي. وفى العام التالي قام أيضًا بتحويل كتاب أنيس منصور أيضًا «حول العالم في 200 يوم» إلى مسلسل إذاعي.
انتقل للمسلسلات الدرامية فأخرج مسلسل «كلية ودمنة» من بطولة محمود مرسى ومسلسل «عبده رايح فين» ومسلسل «يوميات مرزوقة ومرزوق». وقام رضا أيضًا بتأليف وإخراج المسلسل الكوميدي «بقى دا اسمه كلام» من بطولة وائل نور ومي كساب، كما أخرج مسلسلات أخرى منها: «حقك يا مصر» و«الرسول في رمضان» و«ألقاب الصحابة» و«قناة السويس شريان من قلب مصر»، كما عمل على كتابة وإخراج برامج درامية مستمرة مثل برنامج «أوراق البردي» من بطولة سميحة أيوب ومحمود الحديني والبرنامج الإذاعي اليومي «همسة عتاب».

## أعماله
مؤلفات:
- «آدم تو» (مسرحية كوميدية)، 2007[8]
- «ماريونت» (رواية)، 2014[9]
- «مطلب كفر الغلابة» (رواية)، 2014[10]
- «وحي العشق» (رواية)، 2016[11]
- «شبه عارية» (رواية)، 2017[12]
- «ما قبل اليوم الأخير» (رواية)، 2018[13]
- «المدنس: اللعنة العشرية» (رواية)، 2019[14]
- «أنثى في الجوار وقصص أخرى»، 2020[15]
- «أسيرة العشق» (رواية)، 2020[16]
- «مدينة العميان» (رواية)، 2021
- «استراحة فاروق» (رواية)، 2022
- «جريمة السابعة مساءً» (رواية)، 2024
- «البجاوية» (رواية)، 2024

إخراج:
- قطوف الأدب من كلام العرب (تمثيلية)، 2007[17]
- حول العالم في 200 يوم (مسلسل إذاعي)، 2009[18]
- حقك يا مصر (مسلسل إذاعي)، 2013[19]
- قناة السويس (مسلسل إذاعي)، 2015[20]
- همسة عتاب (مسلسل إذاعي)، 2015[21]
- بقى ده اسمه كلام (مسلسل إذاعي)[22]
- عبده رايح فين (مسلسل إذاعي)[23]
- كليلة ودمنة (مسلسل إذاعي)[24]
- غريب فى بلاد غريبة (مسلسل إذاعي)
- الرسول فى رمضان (مسلسل إذاعي)
- يوميات مرزوقة ومرزوق (مسلسل إذاعي)
- مين ولا مين (تأليف الحلقات الكوميدية)
- زمبليطة ع الخريطة (تأليف المسلسل)

## جوائز
- جائزة مؤسسة أخبار اليوم، 2006، عن رواية «عمدة عزبة المغفلين»
- جائزة الهيئة العامة لقصور الثقافة 2007، عن رواية «همسات بريئة»
- جائزة باكثير الأدبية 2008 عن مسرحية «الكعكة العربية»
- جائزة التميز الذهبية من مهرجان تونس للإعلام العربي الرابع عشر، عن تأليف أفضل نص درامي، 2009، «برنامج مين ولا مين»
- جائزة الإبداع في مسابقة الاذاعيون يبدعون، 2009، عن برنامج «أوراق البردي»
- جائزة الإبداع الذهبية، مسابقة زايد للابداع، 2009، عن مسرحية «عزبة أبوهم»
- جائزة الإبداع الفضية، مسابقة زايد للابداع 2009، عن رواية «مطلب كفر الغلابة»
- جائزة مؤسسة أخبار اليوم، المركز الثاني، عن رواية «عمدة عزبة المغفلين»
- جائزة موقع باكثير للتأليف المسرحي، المركز الثاني، عن مسرحية «الكعكة»

## روابط خارجية
رضا سليمان على موقع قاعدة بيانات الأفلام العربية